# Листи Тараса Шевченка

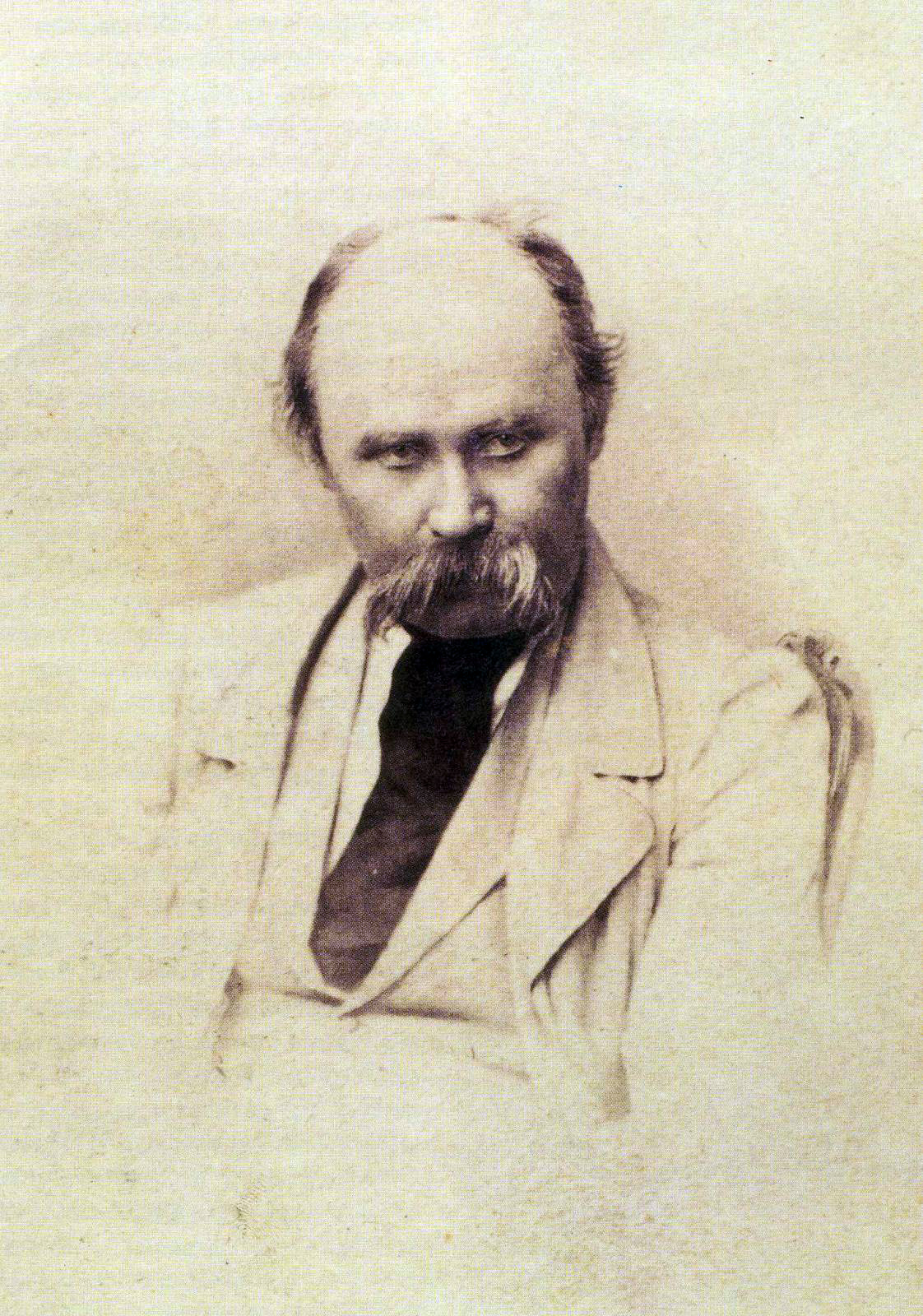
Тарас Шевченко, світлина 1860 року

До наших днів збереглося 239 приватних листів, 15 офіційних та 4 колективних листи, підписані Тарасом Шевченком. Це листи майже 22-річного періоду: від 15 листопада 1839 року (дата найранішого відомого листа, адресованого братові М. Шевченку) до 24 лютого 1861 року (дата буквально передсмертного листа І. Мокрицькому).

## Історія
Зі слів самого Тараса Шевченка, відомо що він любив листуватися, а в період заслання це було однією з найбільших потреб, засобом не тільки самовираження, але й зв'язку із зовнішнім світом. За словами літературознавця Ієремії Айзенштока, незвичайна комунікабельність поета та закладений у ньому величезний інтерес до людей і здатність швидко сходитись з ними, робили його листування особливо цікавим і цінним не тільки для історика літератури, але й для звичайного читача. Залишилися свідчення про надзвичайну пунктуальність Шевченка у веденні листування. Слова героя повісті «Прогулянка з задоволенням і не без моралі»: «Я маю благородну звичку відповідати зразу ж на отриманий лист» — повною мірою стосуються й самого автора. Отримавши послання, як це згадувала дружина коменданта Новопетровського укріплення, Агата Ускова, Шевченко «буквально увесь мінявся, очі спалахували вогнем». Поет листувався з родичами, друзями, товаришами по засланню; українськими, російськими та польськими письменниками і вченими, художниками та акторами. На сьогодні автографи листів Шевченка зберігаються в Інституті літератури у Києві, який носить його ім'я.

## Приватні листи

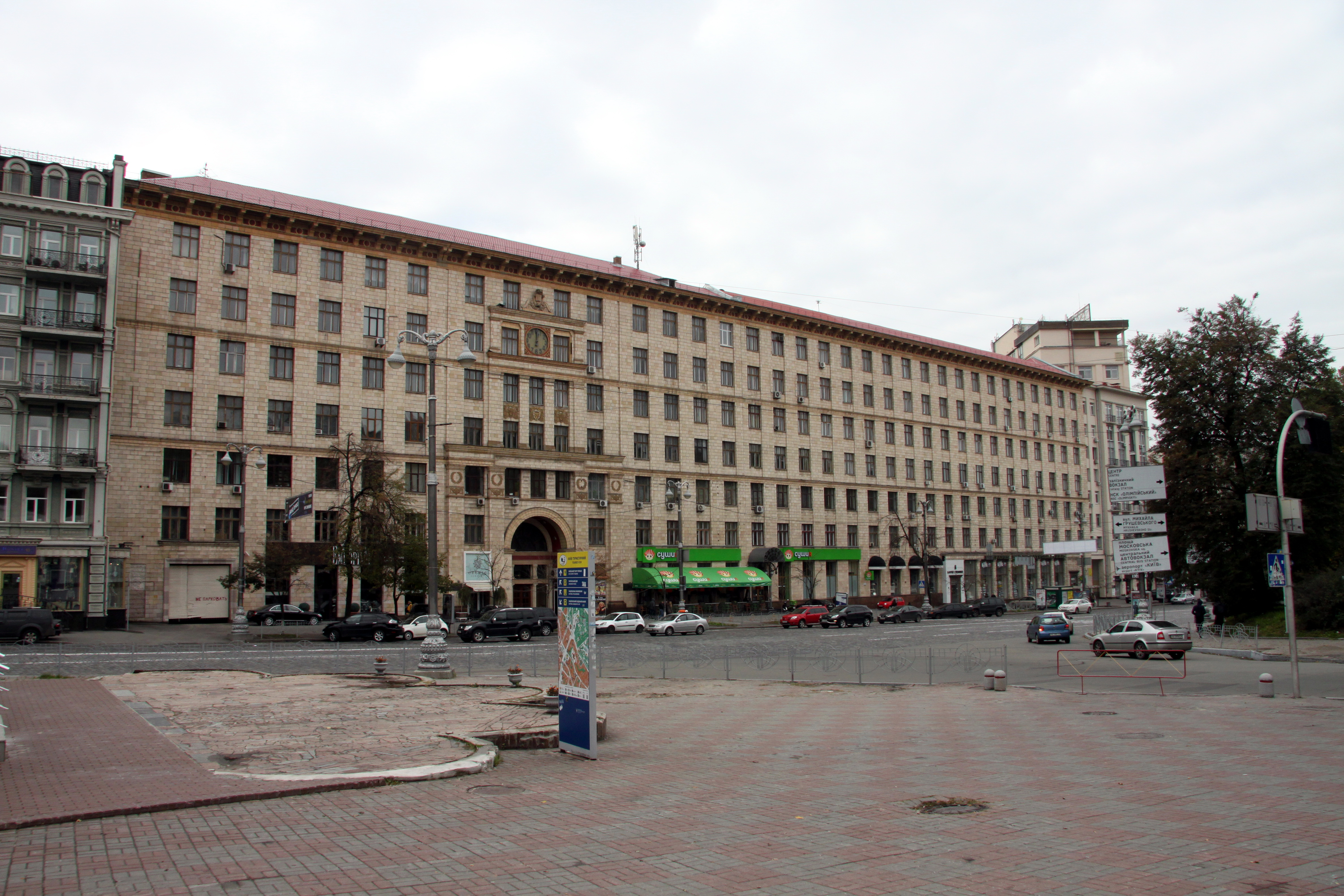
Інститут літератури ім. Т. Шевченка, місце зберігання листів Шевченка

### 1839—1849
| 1839 | 1839 | 1839                            | 1840 | 1840 | 1840                         |
| ---- | ---- | ------------------------------- | ---- | ---- | ---------------------------- |
| 1    |      | До М. Г. Шевченка. 15 листопада | 2    |      | До М. Г. Шевченка. 2 березня |

| 1841 | 1841              | 1841                                    | 1841 | 1841 | 1841                                   | 1841—1842 | 1841—1842 | 1841—1842                               |
| ---- | ----------------- | --------------------------------------- | ---- | ---- | -------------------------------------- | --------- | --------- | --------------------------------------- |
| 3    | [[Файл:\|100пкс]] | До Г. Ф. Квітки-Основ'яненка. 19 лютого | 4    |      | До Г. Ф. Квітки-Основ'яненка. 8 грудня | 5         |           | До Г. Л. Ткаченка. 1841 — вересень 1842 |

| 6 |  | До О. О. Корсуна. 11 — 12 січня | 7  |                   | До Г. С. Тарновського. 26 березня | 8  | [[Файл:\|100пкс]] | До Г. Ф. Квітки-Основ'яненка. 28 березня |
| 9 |  | До П. М. Корольова. 22 травня   | 10 | [[Файл:\|100пкс]] | До Я. Г. Кухаренка. 30 вересня    | 11 |                   | До П. М. Корольова. 18 листопада         |

| 12 |  | До Г. С. Тарновського. 25 січня     | 13 | [[Файл:\|100пкс]] | До Я. Г. Кухаренка. 31 січня    | 14 | [[Файл:\|100пкс]] | До П. О. Корсакова. 15 — 19 лютого |
| 15 |  | До В. О. Закревського. 10 листопада | 16 | [[Файл:\|100пкс]] | До В. М. Рєпніної. 29 листопада | 17 | [[Файл:\|100пкс]] | До В. І. Григоровича. 28 грудня    |

| 18 |  | До А. М. Маркевича. 22 січня       | 19 |                   | До С. О. Бурачка. Між 22 і 24 березня | 20 |                   | До С. О. Бурачка. Між 26 березня і 4 квітня |
| 21 |  | До О. М. Бодянського. 6 — 8 травня | 22 | [[Файл:\|100пкс]] | До В. М. Рєпніної. 8 — 10 червня      | 23 |                   | До О. М. Бодянського. 29 червня             |
| 24 |  | До М. А. Цертелєва. 23 вересня     | 25 |                   | До О. М. Бодянського. 9 липня         | 26 |                   | До С. М. Муханова. 25 вересня               |
| 27 |  | До П. І. Гессе. 1 жовтня           | 28 | [[Файл:\|100пкс]] | До Я. Г. Кухаренка. 26 листопада      | 29 | [[Файл:\|100пкс]] | До Я. Г. Кухаренка. Грудень                 |

| 30 |  | До М. А. Долгорукова. 16 січня | 31 | [[Файл:\|100пкс]] | До Я. Г. Кухаренка. 23 березня | 32 |  | До А. Г. та Н. Я. Родзянків. 23 жовтня |

| 33 |  | До М. І. Костомарова. 1 лютого | 34 |  | До І. І. Фундуклея. 16 липня | 35 | [[Файл:\|100пкс]] | До А. І. Лизогуба. 22 жовтня      |
| 36 |  | До В. М. Рєпніної. 24 жовтня   | 37 |  | До А. І. Лизогуба. 11 грудня | 38 |                   | До М. М. Лазаревського. 20 грудня |

| 39 |  | До А. І. Лизогуба. 1 лютого       | 40 |                   | До В. М. Рєпніної. 25 — 29 лютого | 41 | [[Файл:\|100пкс]] | До А. І. Лизогуба. 7 березня |
| 42 |  | До Ф. М. Лазаревського. 22 квітня | 43 | [[Файл:\|100пкс]] | До А. І. Лизогуба. 9 травня       |    |                   |                              |

| 44 | [[Файл:\|100пкс]] | До О. І. Макшеєва. 26 березня   | 45 |  | До А. І. Лизогуба. 8 листопада |
| 46 | [[Файл:\|100пкс]] | До В. М. Рєпніної. 14 листопада | 47 |  | До А. І. Лизогуба. 29 грудня   |

### 1850—1859
| 48 |                   | До В. М. Рєпніної. 1 січня | 49 |                   | До О. М. Бодянського. 3 січня | 50 | [[Файл:\|100пкс]] | До В. А. Жуковського. Між 1 і 10 січня |
| 51 | [[Файл:\|100пкс]] | До О. І. Бутакова. Січень  | 52 | [[Файл:\|100пкс]] | До В. М. Рєпніної. 7 березня  | 53 | [[Файл:\|100пкс]] | До А. І. Лизогуба. 14 березня          |

| 54 |  | До В. М. Рєпніної. 12 січня            | 55 | [[Файл:\|100пкс]] | До А. Венгжиновського. 8 червня |
| 56 |  | До В. М. Рєпніної. Між 10 і 20 вересня |    |                   |                                 |

| 57 | [[Файл:\|100пкс]] | До С. С. Гулака-Артемовського. 1 липня | 58 |  | До А. О. Козачковського. 16 липня         | 59 |  | До А. І. Лизогуба. 16 липня        |
| 60 | [[Файл:\|100пкс]] | До Ф. М. Лазаревського. 2 серпня       | 61 |  | До Ф. М. Лазаревського. Жовтень — грудень | 62 |  | До О. М. Бодянського. 15 листопада |
| 63 | [[Файл:\|100пкс]] | До А. П. Головачева. 15 листопада      |    |  |                                           |    |  |                                    |

| 64 | [[Файл:\|100пкс]] | До С. С. Гулака-Артемовського. 15 червня | 65 |  | До А. О. Козачковського. 30 червня |
| 66 | [[Файл:\|100пкс]] | До С. С. Гулака-Артемовського. 6 жовтня  |    |  |                                    |

| 67 |                   | До Бр. Залеського. 5 лютого       | 68 | [[Файл:\|100пкс]] | До Я. Г. Кухаренка. 1, 10, 16 квітня | 69 |                   | До А. О. Козачковського. 14 квітня |
| 70 | [[Файл:\|100пкс]] | До О. М. Бодянського. 1 травня    | 71 |                   | До Бр. Залеського. 6 червня          | 72 | [[Файл:\|100пкс]] | До Бр. Залеського. 9 жовтня        |
| 73 |                   | До О. М. Бодянського. 1 листопада | 74 |                   | До Бр. Залеського. 8 листопада       |    |                   |                                    |

| 1854—1855 | 1854—1855         | 1854—1855                                        | 1854—1855 |
| --------- | ----------------- | ------------------------------------------------ | --------- |
| 75        | [[Файл:\|100пкс]] | До А. О. Краєвського. Кінець 1854 — початок 1855 |           |

| 76 |  | До Бр. Залеського. 10 лютого | 77 | [[Файл:\|100пкс]] | До О. М. Плещеева. 6 квітня             | 78 | [[Файл:\|100пкс]] | До 3. Сераковського. 6 квітня |
| 79 |  | До Бр. Залеського. 10 квітня | 80 |                   | До В. I. Григоровича. Близько 12 квітня | 81 |                   | До Ф. П. Толстого. 12 квітня  |
| 82 |  | До Бр. Залеського. 10 червня | 83 |                   | До Бр. Залеського. 25 — 26 вересня      |    |                   |                               |

| 1855—1856 | 1855—1856         | 1855—1856                                     | 1855—1856 |
| --------- | ----------------- | --------------------------------------------- | --------- |
| 84        | [[Файл:\|100пкс]] | До Бр. Залеського. Кінець 1855 — початок 1856 |           |

| 85 |                   | До Бр. Залеського. 21 квітня   | 86 |  | До А. І. Толстої. 22 квітня              | 87 |  | До Бр. Залеського. 20 травня                                           |
| 88 | [[Файл:\|100пкс]] | До М. О. Осипова. 20 травня    | 89 |  | До С. С. Гулака-Артемовського. 30 червня | 90 |  | До Бр. Залеського. Друга половина червня                               |
| 91 | [[Файл:\|100пкс]] | До М. О. Осипова. 10 вересня   | 92 |  | До М. М. Лазаревського. 8 жовтня         | 93 |  | До М. М. Лазаревського та С. С. Гулака-Артемовського. 5 — 30 листопада |
| 94 |                   | До Бр. Залеського. 8 листопада | 95 |  | До М. М. Лазаревського. 8 грудня         |    |  |                                                                        |

| 96  |  | До А. І. Толстої. 9 січня              | 97  |                   | До Бр. Залеського. 10, 15 лютого            | 98  | [[Файл:\|100пкс]] | До Я. Г. Кухаренка. 22 квітня           |
| 99  |  | До А. М. Маркевича. 22 квітня          | 100 |                   | До М. М. Лазаревського. 22 квітня, 8 травня | 101 |                   | До Бр. Залеського. 8, 10, 13, 20 травня |
| 102 |  | До М. М. Лазаревського. 20 травня      | 103 | [[Файл:\|100пкс]] | До Я. Г. Кухаренка. 5 червня                | 104 |                   | До М. М. Лазаревського. 30 червня       |
| 105 |  | До М. М. Лазаревського. 1 липня        | 106 | [[Файл:\|100пкс]] | До Ф. П. Толстого. 26 — 31 липня            | 107 |                   | До Бр. Залеського. 10 серпня            |
| 108 |  | До М. М. Лазаревського. 10 — 14 серпня | 109 | [[Файл:\|100пкс]] | До Я. Г. Кухаренка. 13 — 15 серпня          | 110 | [[Файл:\|100пкс]] | До М. М. Лазаревського. 8 жовтня        |
| 111 |  | До М. М. Лазаревського. 18 — 19 жовтня | 112 |                   | До I. П. Клопотовського. 6 листопада        | 113 |                   | До А. І. Толстої. 12 листопада          |
| 114 |  | До I. О. Ускова. 12 листопада          | 115 |                   | До М. С. Щепкіна. 12 листопада              | 116 |                   | До М. М. Лазаревського. 29 листопада    |
| 117 |  | До П. О. Куліша. 4 — 5 грудня          | 118 |                   | До М. С. Щепкіна. 4 — 5 грудня              | 119 |                   | До М. О. Осипова. 23 грудня             |

| 120 |                   | До А. І. Толстої. 2 січня          | 121 | [[Файл:\|100пкс]] | До С. Т. Аксакова. 4 січня         | 122 | [[Файл:\|100пкс]] | До П. О. Куліша. 4 січня               |
| 123 |                   | До М. М. Лазаревського. 4 січня    | 124 |                   | До М. О. Максимовича. 4 січня      | 125 |                   | До М. С. Щепкіна. 4 січня              |
| 126 |                   | До М. С. Щепкіна. 15 — 17 січня    | 127 |                   | До М. М. Лазаревського. 20 січня   | 128 | [[Файл:\|100пкс]] | До П. О. Куліша. 26 січня              |
| 129 | [[Файл:\|100пкс]] | До К. Б. Піунової. 30 січня        | 130 | [[Файл:\|100пкс]] | До М. С. Щепкіна. 3 лютого         | 131 |                   | До М. С. Щепкіна. 9 — 10 лютого        |
| 132 |                   | До С. Т. Аксакова. 16 лютого       | 133 | [[Файл:\|100пкс]] | До Я. Г. Кухаренка. 16 лютого      | 134 |                   | До I. О. Ускова. 17 лютого             |
| 135 |                   | До М. М. Лазаревського. 22 лютого  | 136 | [[Файл:\|100пкс]] | До М. С. Щепкіна. 23 лютого        | 137 |                   | До М. М. Лазаревського. 25 лютого      |
| 138 | [[Файл:\|100пкс]] | До А. І. Толстої. 5 березня        | 139 |                   | До М. М. Лазаревського. 12 березня | 140 |                   | До М. М. Лазаревського. 19 березня     |
| 141 |                   | До М. О. Максимовича. 5 квітня     | 142 |                   | До С. Т. Аксакова. 25 квітня       | 143 |                   | До Г. М. Честахівського. 18 травня     |
| 144 |                   | До Г. П. Ґалаґана. 27 травня       | 145 |                   | До I. О. Ускова. 4 липня           | 146 |                   | До С. Т. Аксакова. 15 липня            |
| 147 |                   | До А. О. Лазаревської. 9 жовтня    | 148 | [[Файл:\|100пкс]] | До М. С. Щепкіна. 13 листопада     | 149 | [[Файл:\|100пкс]] | До О. С. Уварова. Близько 13 листопада |
| 150 |                   | До М. О. Максимовича. 22 листопада | 151 |                   | До М. В. Максимович. 22 листопада  | 152 |                   | До М. С. Щепкіна. 6 грудня             |

| 153 | [[Файл:\|100пкс]] | До Я. Г. Кухаренка. 17 січня            | 154 | [[Файл:\|100пкс]] | До М. В. Максимович. 25 березня                     | 155 | [[Файл:\|100пкс]] | До Н. Б. Суханової. 4 травня   |
| 156 |                   | До М. В. Максимович. 10 травня          | 157 |                   | До Д. О. Хрущова. 24 травня                         | 158 |                   | До М. О. Маркович. 25 травня   |
| 159 |                   | До В. В. Тарновського. Травень          | 160 |                   | До М. М. Лазаревського. 10 липня                    | 161 | [[Файл:\|100пкс]] | До В. Г. Шевченка. 13 липня    |
| 162 |                   | До М. В. і М. О. Максимовичів. 22 липня | 163 | [[Файл:\|100пкс]] | До М. В. і М. О. Максимовичів. 26 липня             | 164 | [[Файл:\|100пкс]] | До В. Г. Шевченка. 20 серпня   |
| 165 | [[Файл:\|100пкс]] | До В. Г. Шевченка. 10 вересня           | 166 |                   | До В. В. Тарновського. 28 вересня                   | 167 |                   | До І. М. Сошенка. 9 жовтня     |
| 168 |                   | До М. О. і М. В. Максимовичів. 9 жовтня | 169 |                   | До Н. В. Тарновської. 22 жовтня                     | 170 | [[Файл:\|100пкс]] | До В. Г. Шевченка. 2 листопада |
| 171 |                   | До В. М. Лазаревського. 11 листопада    | 172 |                   | До П. Ф. Симиренка. 26 листопада                    | 173 | [[Файл:\|100пкс]] | До О. I. Хропаля. 26 листопада |
| 174 | [[Файл:\|100пкс]] | До В. Г. Шевченка. 7 грудня             | 175 | [[Файл:\|100пкс]] | До В. В. Тарновського (старшого). Жовтень — грудень |     |                   |                                |

### 1860—1861
| 176 |                   | До П. Ф. Симиренка. 3 січня        | 177 | [[Файл:\|100пкс]] | До В. Г. Шевченка. 12 січня       | 178 |                   | До А. О. Козачковського. 24 січня   |
| 179 | [[Файл:\|100пкс]] | До В. Г. Шевченка. 24 січня        | 180 | [[Файл:\|100пкс]] | До П. Ф. Симиренка. 1 лютого      | 181 | [[Файл:\|100пкс]] | До В. Г. Шевченка. 1 лютого         |
| 182 | [[Файл:\|100пкс]] | До В. Г. Шевченка. Середина лютого | 183 | [[Файл:\|100пкс]] | До Д. С. Каменецького. 6 лютого   | 184 |                   | До М. Я. Макарова. 7 лютого         |
| 185 | [[Файл:\|100пкс]] | До В. Г. Шевченка. 18 лютого       | 186 | [[Файл:\|100пкс]] | До В. Г. Шевченка. 23 березня     | 187 | [[Файл:\|100пкс]] | До Я. Г. Кухаренка. 25 березня      |
| 188 | [[Файл:\|100пкс]] | До В. Г. Шевченка. 28 березня      | 189 |                   | До М. Я. Макарова. 12 квітня      | 190 |                   | До М. Я. Макарова. Середина квітня  |
| 191 |                   | До В. Г. Шевченка. 22 квітня       | 192 |                   | До Є. П. Ковалевського. 23 квітня | 193 | [[Файл:\|100пкс]] | До В. Г. Шевченка. 15 травня        |
| 194 |                   | До Ф. Л. Ткаченка. 30 травня       | 195 | [[Файл:\|100пкс]] | До М. М. Лазаревського. 20 червня | 196 | [[Файл:\|100пкс]] | До В. Г. Шевченка. 29 червня        |
| 197 | [[Файл:\|100пкс]] | До В. Г. Шевченка. 1 липня         | 198 | [[Файл:\|100пкс]] | До М. М. Лазаревського. 28 липня  | 199 |                   | До В. Е. Фліорковського. 28 липня   |
| 200 |                   | До невідомої. 28 липня             | 201 | [[Файл:\|100пкс]] | До В. Г. Шевченка. 29 липня       | 202 |                   | До М. Я. Макарова. 30 липня         |
| 203 | [[Файл:\|100пкс]] | До О. О. Оболонського. Липень      | 204 |                   | До В. В. Тарновського. 7 серпня   | 205 |                   | До М. К. Чалого. 11 серпня          |
| 206 | [[Файл:\|100пкс]] | До В. Г. Шевченка. 22, 25 серпня   | 207 |                   | До А. О. Лазаревської. 28 серпня  | 208 | [[Файл:\|100пкс]] | До Н. М. Забіли. Серпень            |
| 209 |                   | До Н. М. Забіли. 6 вересня         | 210 | [[Файл:\|100пкс]] | До М. Я. Макарова. 6 вересня      | 211 | [[Файл:\|100пкс]] | До Н. М. Забіли. 18 вересня         |
| 212 | [[Файл:\|100пкс]] | До М. М. Лазаревського. 25 вересня | 213 |                   | До Ф. Л. Ткаченка. 28 вересня     | 214 | [[Файл:\|100пкс]] | До В. Г. Шевченка. 5 жовтня         |
| 215 |                   | До М. Я. Макарова. 31 жовтня       | 216 |                   | До А. С. Болдіна. 5 листопада     | 217 |                   | До М. Я. Макарова. 5 листопада      |
| 218 |                   | До М. К. Чалого. 6 листопада       | 219 | [[Файл:\|100пкс]] | До М. Я. Макарова. 9 листопада    | 220 |                   | До Д. С. Каменецького. 18 листопада |
| 221 |                   | До М. К. Чалого. 2 грудня          | 222 | [[Файл:\|100пкс]] | До В. Г. Шевченка. 2 грудня       | 223 | [[Файл:\|100пкс]] | До М. М. Лазаревського. 16 грудня   |
| 224 | [[Файл:\|100пкс]] | До М. М. Лазаревського. 21 грудня  | 225 |                   | До Я. В. Тарновського. 23 грудня  | 226 | [[Файл:\|100пкс]] | До В. Г. Шевченка. 23 грудня        |
| 227 | [[Файл:\|100пкс]] | До М. М. Лазаревського. 31 грудня  |     |                   |                                   |     |                   |                                     |

| 1861 | 1861              | 1861                                   | 1861 | 1861              | 1861                              | 1861 | 1861              | 1861                                     | 1861 |
| ---- | ----------------- | -------------------------------------- | ---- | ----------------- | --------------------------------- | ---- | ----------------- | ---------------------------------------- | ---- |
| 228  |                   | До Ф. Л. Ткаченка. 4 січня             | 229  |                   | До М. К. Чалого. 4 січня          | 230  | [[Файл:\|100пкс]] | До П. Ф. Симиренка. Перша половина січня |      |
| 231  |                   | До Ф. Л. Ткаченка. 12 січня            | 232  |                   | До М. К. Чалого. 12 січня         | 233  | [[Файл:\|100пкс]] | До М. М. Лазаревського. Після 14 січня   |      |
| 234  | [[Файл:\|100пкс]] | До В. Г. Шевченка. 22 січня            | 235  | [[Файл:\|100пкс]] | До В. Г. Шевченка. 29 січня       | 236  |                   | До В. В. Тарновського. 10 лютого         |      |
| 237  | [[Файл:\|100пкс]] | До М. М. Лазаревського. 10 — 12 лютого | 238  | [[Файл:\|100пкс]] | До М. М. Лазаревського. 13 лютого | 239  |                   | До І. М. Мокрицького. 24 лютого          |      |

## Офіційні листи
| 1839 | 1839 | 1839                                     | 1840 | 1840 | 1840                                 | 1844 | 1844              | 1844                                           |
| ---- | ---- | ---------------------------------------- | ---- | ---- | ------------------------------------ | ---- | ----------------- | ---------------------------------------------- |
| 1    |      | До Правління Академії мистецтв. 3 червня | 2    |      | До Ради Академії мистецтв. 10 грудня | 3    | [[Файл:\|100пкс]] | До Товариства заохочування художників. Жовтень |

| 4 | [[Файл:\|100пкс]] | До Ради Академії мистецтв. 22 березня | 5 | [[Файл:\|100пкс]] | До Правління Академії мистецтв. 22 березня |

| 1846 | 1846              | 1846                                                                                     | 1846 | 1846              | 1846 | 1846 | 1846 | 1846                                                                | 1846 |
| ---- | ----------------- | ---------------------------------------------------------------------------------------- | ---- | ----------------- | --- | ---- | ---- | ------------------------------------------------------------------- | ---- |
| 6    | [[Файл:\|100пкс]] | До київського, подільського і волинського генерал-губернатора Д. Г. Бібікова. 20 вересня | 7    |                   | До канцелярії чернігівського, полтавського і харківського генерал-губернатора М. А. Долгорукова. 13 листопада | 8    |      | До куратора Київського учбового округу О. С. Траскіна. 27 листопада |      |
| 9    |                   | До київського, подільського і волинського генерал-губернатора Д. Г. Бібікова. 10 грудня  | 10   | [[Файл:\|100пкс]] | До київського, подільського і волинського генерал-губернатора Д. Г. Бібікова. 31 грудня                       |      |      |                                                                     |      |

| 1850 | 1850 | 1850                                               | 1858 | 1858 | 1858                                                   | 1858 | 1858 | 1858                                                                 |
| ---- | ---- | -------------------------------------------------- | ---- | ---- | ------------------------------------------------------ | ---- | ---- | -------------------------------------------------------------------- |
| 11   |      | До керуючого III відділом Л. В. Дубельта. 10 січня | 12   |      | До начальника III відділу В. А. Долгорукова. 27 жовтня | 13   |      | До куратора Петербурзького учбового округу І. Д. Делянова. 23 грудня |

| 14 |  | До Ради Академії мистецтв. 16 квітня | 15 |  | До Правління Академії мистецтв. 5 травня |

## Колективні листи, підписані Шевченком
| 1844 | 1844              | 1844                              | 1847 | 1847              | 1847                           |
| ---- | ----------------- | --------------------------------- | ---- | ----------------- | ------------------------------ |
| 1    | [[Файл:\|100пкс]] | До М. А. Маркевича. 22 січня 1844 | 2    | [[Файл:\|100пкс]] | До О. М. Бодянського. 10 січня |

| 1858 | 1858              | 1858                                            | 1858 | 1858              | 1858                           |
| ---- | ----------------- | ----------------------------------------------- | ---- | ----------------- | ------------------------------ |
| 3    | [[Файл:\|100пкс]] | До редакції журналу «Русский вестник». Листопад | 4    | [[Файл:\|100пкс]] | До В. Ф. Адлерберга. 26 грудня |